# Лодетти, Джованни
Джова́нни Лоде́тти (итал. Giovanni Lodetti; 10 августа 1942, Казелле-Лурани, Ломбардия — 22 сентября 2023, Милан) — итальянский футболист, выступал на позиции полузащитника в таких клубах, как «Милан», «Сампдория», «Фоджа» и «Новара». Также выступал за национальную сборную. В её составе стал чемпионом Европы.

## Карьера

### Клубная
Лодетти начинал карьеру в «Милане». Сначала выступал за молодёжную команду, затем стал игроком основы. В дебютном сезоне 1961/62 сыграл один матч. В этом же году стал чемпионом Италии. В следующем сезоне он провёл уже 10 матчей и забил первый гол. Также стал обладателем Кубка Италии. Ещё через год Джованни принял участие в 24 матчах своего клуба и также забил один гол. Всего за 9 лет в Милане он сыграл 288 матчей и забил 26 голов. Стал обладателем многих кубков. После этого уехал в «Сампдорию». Там провёл 117 матчей и в 1974 году перешёл в «Фоджу», а через два года в «Новару», где в 1978 завершил карьеру. Всего в Серии A сыграл 335 матчей, в Серии B 88 матчей, в Серии C 9.

### Международная
В сборной дебютировал 10 мая 1964 года в матче против Швейцарии. Участник чемпионата мира 1966 года и чемпионата Европы 1968 на котором итальянцы победили. На том же турнире сыграл последний матч за команду. 8 июня 1968 года в финале против Югославии.

## Достижения
- Чемпион Европы: 1968
- Чемпион Италии (2): 1961/62, 1967/68
- Обладатель Кубка Италии: 1966/67
- Обладатель Кубка европейских чемпионов (2): 1962/63, 1968/69
- Обладатель Кубка кубков: 1967/68
- Обладатель Межконтинентального кубка: 1969